# Erdenet
Erdenet (mongolisch Эрдэнэт, mongolisch ᠡᠷᠳᠡᠨᠢᠲᠦ), die zweitgrößte Stadt der Mongolei, ist die Hauptstadt der Provinz Orkhon. Sie ist zweitwichtigster Handelsplatz nach der Hauptstadt Ulaanbaatar.

## Geografische Lage
Erdenet liegt etwa 240 km (Luftlinie) nordwestlich der Hauptstadt Ulaanbaatar, am Fuß der Burengiin-Gebirgskette. Die Fahrstrecke beträgt 373 km. In der Zeit des Kommunismus wurde die Stadt wegen ihrer strategischen Bedeutung auf Karten bewusst falsch eingezeichnet.

## Klima
|                       | Jan   | Feb   | Mär   | Apr  | Mai  | Jun  | Jul   | Aug  | Sep  | Okt  | Nov   | Dez   |   |       |
| Mittl. Tagesmax. (°C) | −11,0 | −7,4  | −0,7  | 8,9  | 16,8 | 20,8 | 21,7  | 20,3 | 15,2 | 7,6  | −2,8  | −8,7  | ⌀ | 6,8   |
| Mittl. Tagesmin. (°C) | −21,7 | −19,7 | −13,1 | −4,8 | 1,8  | 7,6  | 10,5  | 8,7  | 2,5  | −4,9 | −13,7 | −19,0 | ⌀ | −5,4  |
|                       |       |       |       |      |      |      |       |      |      |      |       |       |   |       |
| Niederschlag (mm)     | 2,3   | 2,0   | 5,5   | 12,6 | 21,0 | 72,1 | 105,8 | 85,0 | 40,3 | 12,0 | 7,5   | 3,6   | Σ | 369,7 |
|                       |       |       |       |      |      |      |       |      |      |      |       |       |   |       |
| Regentage (d)         | 5     | 4     | 8     | 9    | 10   | 16   | 20    | 16   | 11   | 7    | 8     | 6     | Σ | 120   |

| −21,7 |

| −19,7 |

| −13,1 |

| −4,8 |

| 1,8 |

| 7,6 |

| 10,5 |

| 8,7 |

| 2,5 |

| −4,9 |

| −13,7 |

| −19,0 |

| −21,7 |

| −19,7 |

| −13,1 |

| −4,8 |

| 1,8 |

| 7,6 |

| 10,5 |

| 8,7 |

| 2,5 |

| −4,9 |

| −13,7 |

| −19,0 |

## Geschichte
In den 1950er Jahren wurden im Norden der Mongolei bedeutende Vorkommen von Kupfererz entdeckt. Erdenet wurde 1975 als eine der jüngsten Städte der Mongolei für die Arbeiter der neuen Kupfermine erbaut. 1977 wurde eine eingleisige Eisenbahnstrecke von 120 km Länge eröffnet, die die Stadt mit Darchan, einem bedeutenden Verkehrs- und Industriezentrum an der Transmongolischen Eisenbahn, verbindet. 1981 wurde in Erdenet eine Teppichfabrik eingerichtet. Um die Mitte der 1980er Jahre waren mehr als fünfzig Prozent der Einwohner russische Ingenieure und Bergleute; sie prägten das Leben und den Alltag in Erdenet in erheblichem Maße. Nach der politischen Wende 1990 und dem Ende der Mongolischen Volksrepublik verließen die meisten von ihnen die Stadt, wo heute nur noch zehn Prozent Russen leben. Einige Einwohner Erdenets traten der Kirche Jesu Christi der Heiligen der Letzten Tage bei, die im Westen der Stadt eine Gemeinde gründete.

## Verkehr

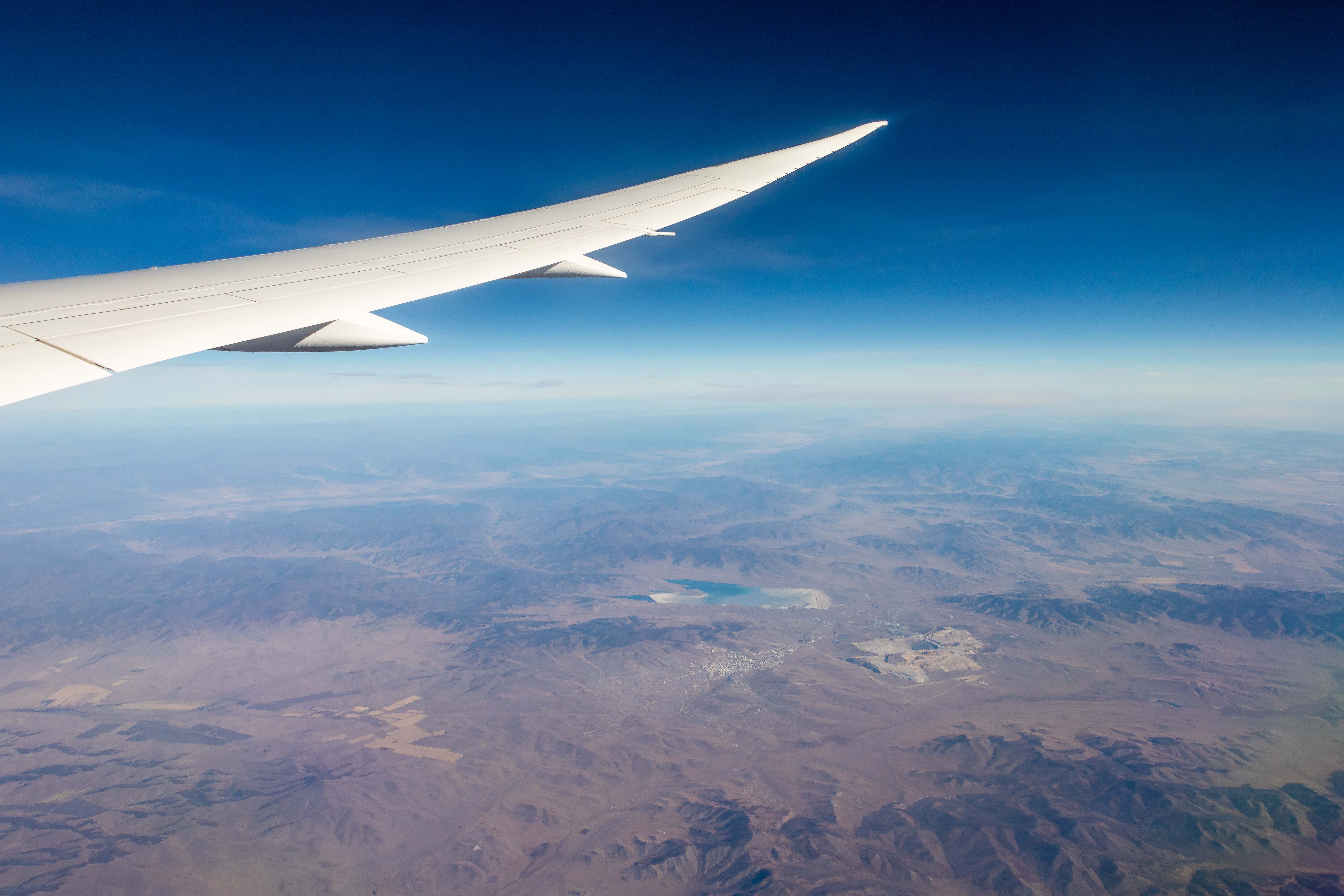
Die Stadt Erdenet aus der Vogelperspektive

Der Flughafen (ZMED/ERT) wird nicht mehr genutzt.
Erdenet ist der Endpunkt einer eingleisigen, nicht elektrifizierten Seitenlinie der Transmongolischen Eisenbahn, welche in Darchan von der Hauptlinie abzweigt und auf der täglich ein Zug pro Richtung verkehrt. Der kleine Bahnhof der Stadt liegt 9 km östlich des Zentrums.
Mit der Hauptstadt der Mongolei, Ulaanbaatar, sowie mit den nächstgelegenen Städten Bulgan und Darchan ist Erdenet durch eine gut ausgebaute asphaltierte Straße verbunden. Eine Buslinie bedient die Strecke Erdenet – Ulaanbaatar zweimal täglich in beide Richtungen.

## Wirtschaft
In Erdenet befindet sich das viertgrößte Kupferbergwerk der Welt, ein mongolisch-russisches Joint-Venture. Es erwirtschaftet den Hauptanteil des mongolischen Exportvolumens und Steueraufkommens. Lange Zeit wurde nur Kupferkonzentrat exportiert, seit 2005 wird auch reines Kupfer produziert.
Daneben finden sich hier eine international bekannte Teppichfabrik sowie Betriebe der Lebensmittel- und Holzindustrie.

## Bildung
Die Mongolian University of Science and Technology ist in Erdenet angesiedelt.

## Sport
Der in Erdenet ansässige Khangarid FC spielt in der höchsten Spielklasse der Mongolei. Sein Heimstadion ist das Erdenet-Stadion mit insgesamt etwa 3000 Plätzen.